# Габриелян, Ваган Михайлович
Ваган Михайлович Габриелян (22 июня 1936, Гюлятаг, Нагорно-Карабахская АО, Азербайджанская ССР — 1993, Рига, Латвия) — советский партийный деятель, народный депутат СССР от Мардакертского национально-территориального избирательного округа № 728 Нагорно-Карабахской автономной области.
Родился в 1936 году, армянин. Образование высшее — окончил Ереванский сельскохозяйственный институт, Высшую партийную школу при ЦК КПСС. Член КПСС.
Первый секретарь Мардакертского райкома Компартии. Член Комиссии Совета Национальностей по вопросам социального и экономического развития союзных и автономных республик, автономных областей и округов.